# Видманштеттен (лунный кратер)
Кратер Видманштеттен (лат. Widmannstätten) — останки древнего крупного ударного кратера на южной границе Моря Смита в восточной экваториальной части видимой стороны Луны. Название присвоено в честь австрийского печатника и ученого Алоиза фон Видманштеттена (1753—1849) и утверждено Международным астрономическим союзом в 1973 г. Образование кратера, применяя принцип суперпозиции с учетом того, что кратер перекрыт кратером Кисс, период образования которого известен, можно отнести к донектарскому периоду.

## Описание кратера

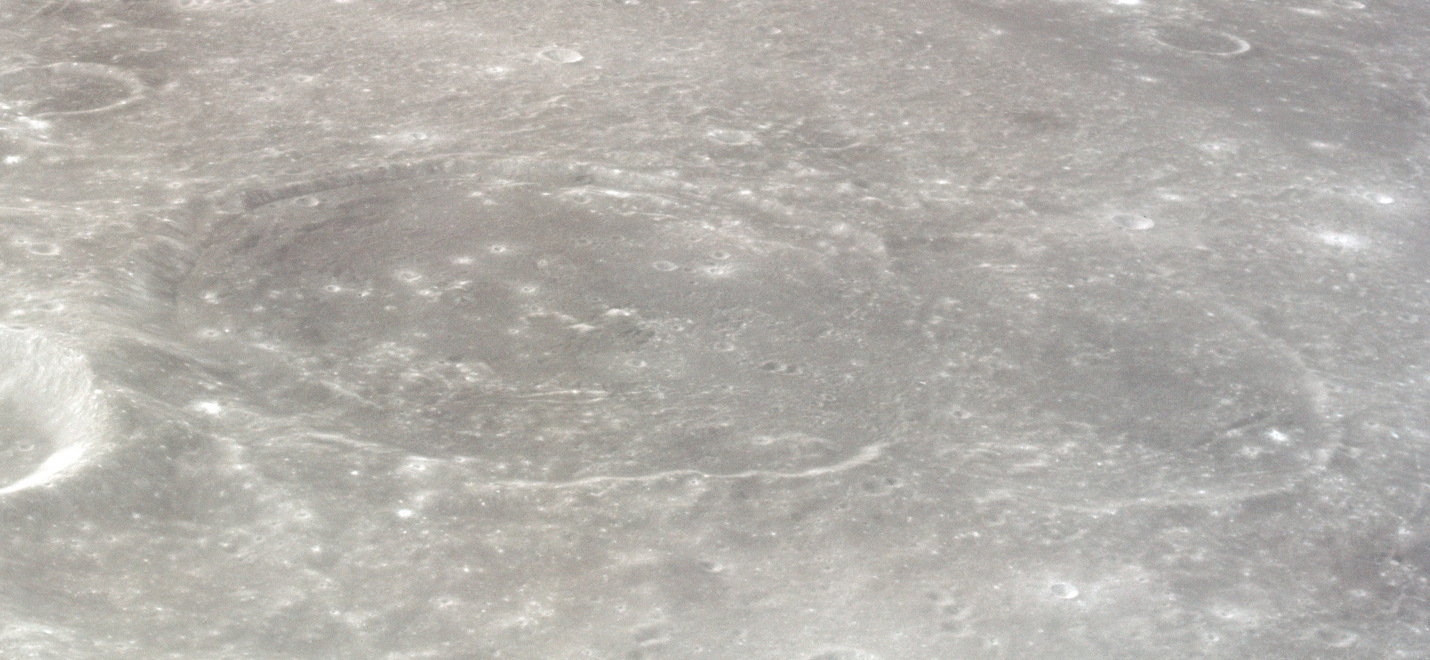
Кратеры Кисс и Видманштеттен (справа). Снимок с борта Аполлона-12.

Ближайшими соседями кратера являются кратер Кисс на западе, который частично перекрывает кратер Видманштеттен; кратер Уорнер на северо-востоке; маленький кратер Такер на востоке; кратеры Као и Гельмерт на востоке-юго-востоке; кратер Хоутерманс на юго-востоке и кратер Крейкен на юго-западе. На севере от кратера располагается Море Смита. Селенографические координаты центра кратера 6°05′ ю. ш. 85°26′ в. д. / 6,09° ю. ш. 85,43° в. д., диаметр 52,9 км, глубина 0,72 км.
Вал кратера имеет широкий проем в западной части, в месте соединения с кратером Кисс, а также проем в северной части. Высота вала кратера над окружающей местностью 1090 м, объём кратера составляет приблизительно 1 650 км³. Дно чаши кратера заполнено через проемы и сглажено базальтовой лавой.

## Сателлитные кратеры
Отсутствуют.